# غافين فوكس
غافين فوكس (بالإنجليزية: Gavin Fox)‏ هو عازف قيثارة أيرلندي، ولد في 6 مارس 1979.